# Чортківська гімназія № 3 імені Романа Ільяшенка
Чо́ртківська гімназія № 3 і́мені Рома́на Ільяше́нка з початковою школою — освітній комунальний навчальний заклад Чортківської міської ради в м. Чорткові Тернопільської области.

## Історія
У 1961 році створено середню школу-інтернат, а 1962 року учнями на пустищі був закладений фруктовий сад та дендропарк.
24 травня 2018 року школу-інтернат було реорганізовано в спеціалізовану школу-інтернат № 3 спортивного профілю імені Романа Ільяшенка.
Від 2022 року — гімназія № 3 імені Романа Ільяшенка з початковою школою.

## Гуртки та секції
Для розвитку і вдосконалення учнів у гімназії діє художньо-естетичний гурток.

## Сучасність
У 20 класах гімназії навчається 429 учнів, яких навчають 40 учителів.
У гімназії викладають англійську 

## Керівництво

### Директори
- Паламарчук Леонід Олександрович (1961—?)
- Літун Ніна Юріївна;
- Дем'янчук Степан Петрович;
- Кучерук Петро Дем'янович;
- Гуменюк Михайло Володимирович;
- Ковальчук Олександр Андрійович (до 2016);
- Яремко Тетяна Володимирівна (від 2016).